# شرح دعای سحر
شرح دعای سحر، اولین تألیف سید روح‌الله خمینی است که در سال ۱۳۴۷ قمری (۱۳۰۷ خورشیدی) و در سن ۲۷ سالگی توسط او نوشته شده‌است. سید روح‌الله خمینی این کتاب را با تکیه بر آیات قرآن و روایات اهل بیت شیعه در شرح دعای مباهله معروف به دعای سحر، در سال ۱۳۴۷ هجری قمری (۱۳۰۷ هجری خورشیدی) و به زبان عربی نوشته‌است. این کتاب توسط سید احمد فهری به زبان فارسی ترجمه شده‌است.